# رانچو ویهو، شهرستان استار، تگزاس
رانچو ویهو (به انگلیسی: Rancho Viejo) یک منطقهٔ مسکونی در ایالات متحده آمریکا است که در شهرستان استار، تگزاس واقع شده‌است. رانچو ویهو ۲۲۸ نفر جمعیت دارد.